# Rui Preto Pacheco
Rui Preto Pacheco OSE, (29 de Março de 1922 — 1989) foi um proeminente retratista português. Entre as suas obras, contam-se, entre outros, os retratos do Almirante Américo Thomaz, do Presidente da República do Brasil, José Sarney e do primeiro-ministro da África do Sul, John Vorster.

## Biografia

### Infância
Rui Preto Pacheco nasceu na cidade do Porto (Portugal) em 29 de Março de 1922. Filho de pai português e mãe hispano-americana, correm-lhe nas veias os dois sangues da Península Ibérica, de cuja grande tradição artística é um dos poucos representantes autênticos nesta segunda metade do nosso século. A sua natureza essencialmente contemplativa cedo o levou a descobrir o mundo da Pintura e a compreender que só nele poderia realizar o seu verdadeiro destino.
Aos três anos de idade já o seu brinquedo favorito eram os lápis de cores, com os quais desenhava incansavelmente tudo quanto impressionava os seus olhos ainda a familiarizarem-se com o espectáculo da vida… Abriu o seu primeiro estojo de tintas em Mafra, no dia em que fez doze anos.

### Convento de Mafra
Por essa altura o Conservador do convento, então em obras de limpeza e restauro, impressionado com o talento do pequeno Rui, cedeu-lhe os antigos aposentos reais do histórico monumento para ali poder exercitar sossegadamente os seus pincéis enquanto durassem as obras da empreitada – que se prolongaram durante cinco anos.
Rui aproveitou avaramente esse tempo para progredir no conhecimento e no domínio dos seus meios de expressão.O seu temperamento acentuadamente interiorizado não lhe permitia trabalhar senão só, longe dos olhares estranhos que não deixavam concentrar-se no que fazia. Se se via surpreendido por alguém, mesmo pelas pessoas mais íntimas, suspendia imediatamente o que estava a fazer. Para Rui, desenhar e pintar era obedecer a um impulso que só através da concentração se mantinha e que a presença dos outros, ainda que silenciosa e apagada, quebrava sempre, às vezes de maneira irremediável. A não ser isso, seria apenas mostrar uma habilidade – a coisa que mais repugnava à sua maneira de ser. Assim, a primeira vez que ouviu falar em trabalhar sob a direcção de um professor de pintura, adoeceu de aflição e de angústia. Porque queriam dar-lhe um mestre? Ele sabia o que queria e era capaz de encontrar sozinho a forma que mais lhe convinha para representar na tela as imagens que apareciam, perfeitas, no seu espírito!…Deixaram-no tentar.
Os Quadros existentes no Mosteiro, principalmente os excelentes painéis da basílica, ajudaram-no a resolver as primeiras dificuldades com a composição e a harmonia das cores. E tinha sonhos que ensinavam segredos…
O velho Benvindo Ceia, que andava a restaurar as pinturas do Convento, conheceu o pequeno artista e interessou-se por ele. Juntamente com palavras de grande incentivo, ensinou-lhe os nomes de diluentes e vernizes que lhe eram indispensáveis e deu-lhe conselhos preciosos sobre a maneira de usar as tintas e obter com elas belos efeitos plásticos e cromáticos
A fim de dominar esses efeitos, pintava, sem cessar, quando lhe aparecia pela frente. Mas era a figura humana quem o interessava acima de tudo. No ambiente de passada grandeza que ainda se respirava nos régios aposentos agora ao seu dispor, teve os pedintes da região como seus primeiros modelos-vivos. E o contraste impressionou a sua imaginação de menino-artista – fê-lo pensar, pela primeira vez, que a beleza também pode ter um reverso tecido de angústia e de miséria. Velhos mendigos, que pareciam retirados das páginas da Bíblia ou dos Evangelhos, iam ao Mosteiro posar para ele a troco de alguns escudos para comprar pão, contavam-lhe histórias deste mundo imperfeito, e chamavam-lhe – o menino do Convento.
Rui sentia-se comovido na frente desses pobres seres intimidados pelo grande salão onde eram recebidos, e pintava-os com amor e respeito, muitas vezes de lágrimas nos olhos, numa exaltação de espírito feita de ideias e sentimentos terrivelmente contraditórios.

### Influência paterna
Em casa, o pai vigiava-lhe os pensamentos, tentando sempre evitar que uma emoção mais forte o lançasse por caminhos errados. Era um homem de fé cristã e vasta cultura humanista, que tinha como centro das suas preocupações intelectuais o estudo incansável dos problemas económicos e sociais do mundo moderno. A presença constantemente tenta desse pai que era, ao mesmo tempo, um mestre, transmitia-lhe, acima de tudo, uma sensação impressionante de dignidade espiritual que era, no seu lar, como numa igreja o perfume do incenso.
Sob a orientação de tal pai, Rui começou cedo a familiarizar-se com um tipo de preocupações que não encontrava eco nas crianças da sua idade, e, por isso, faziam dele um rapazinho sem infância. Gostava de ler, e quando o sol descia no horizonte, escurecendo-lhe o atelier, pegava nos seus livros preferidos, que eram sempre as biografias dos grandes artistas. Esse tipo de leitura libertava-lhe a imaginação e fazia-o sonhar com coisas extraordinárias num mundo onde os seus heróis se chamavam Rembrandt, Holbein e Miguel Ângelo, e os painéis de Nuno Gonçalves ocupavam lugar destacado sob uma luz dourada que descia do alto e se derramava, igualmente, na superfície maravilhosa das Meninas, e de Velazquez.
À medida que o ia guiando intelectualmente, o pai, espírito disciplinado em estudos de natureza eminentemente objectiva, preocupava-se com o temperamento de Rui, tão dado às emoções e ao devaneio, o não arrastassem para além dos seus limites próprios  - o que levava muitas vezes o pequeno a refugiar-se junto de sua mãe, que nesse aspecto compreendia melhor. D. Maria de la Soledad era uma senhora de formação romântica, toda afectividade e emoção, a quem a saudade de uma infância rica e feliz, vivida entre rendas brasonadas e requintes de boa educação, impelia constantemente para um passado que há muito levara, no seu país distante banhado pelo Rio da Prata. Sem saber porquê, Rui sentia dever a melhor parte do seu talento àquele ser amado que gostava de lhe falar de tudo poeticamente e nunca mostrava interesse por aquilo que lhe parecia ser apenas a prosa da vida.

### Chegada a Lisboa
Mas passaram-se os anos e tudo se transformou, um dia, de repente. Em fins de 1939, teve Rui de abandonar o seu Convento, e a vilazinha onde se fez pintor, para acompanhar a família que se mudava para Lisboa. Tinha nessa altura dezassete anos e o destino acabava de encerrar o primeiro capítulo da sua vida.
Começaram, então, na capital, as visitas continuadas aos museus, - suas fontes insubstituíveis de aprendizagem, - às galerias de pintura e às exposições de arte. Conheceu o Chiado, cabeça intelectual do Império! E o Chiado, com os seus poetas e os seus pintores-de-café, os seus críticos cheios de verrina, os seus grupos de elogio-mútuo, desiludiu completamente a ideia que fazia da arte e dos artistas. Voltou a fechar-se na sua solidão, só interrompida pela presença de um velho escritor e jornalista para quem também a arte era a coisa mais séria da vida. Chamava-se Eduardo Frias e desempenhou, até à morte, um papel importante na existência de Preto Pacheco – como seu irmão espiritual, sonhador dos mesmos sonhos e caminheiro de idênticos caminhos.

### Início do reconhecimento
Tinha o Artista dezoito anos quando o destino trouxe à sua tebaida, inesperadamente, a primeira oportunidade de se tornar publicamente conhecido. Um amigo de seu pai trazia-lhe a notícia de que o Cardeal Patriarca de Lisboa, D. Manuel Gonçalves Cerejeira, tendo tido conhecimento do seu caso, desejava encarregá-lo de lhe pintar o retrato para a Galeria Oficial do Patriarcado.
Houve uma reacção de surpresa a tal acontecimento. Um encargo de tanta responsabilidade entregue a um pintor tão jovem, a ainda por cima completamente desconhecido, era caso de espantar. Mas à surpresa sucedeu-lhe a expectativa, e esta moveu a simpatia e o aplauso à obra realizada. Os maiores críticos do País, a começar por Matos Sequeira (O Século – 26 de março de 1941), saudaram nos melhores termos o aparecimento do Artista, augurando-lhe futuro brilhante na pintura portuguesa. Mas Preto Pacheco não se deixou impressionar por isso. Ele sabia exactamente o que queria e em que ponto se encontrava. Resolveu, assim, continuar a trabalhar duramente no seu isolamento, até que a consciência lhe desse luz verde para aparecer ao lado dos melhores. Seis anos depois, sentiu que finalmente podia corresponder ao convite que lhe foi feito para enviar três quadros à Exposição da Primavera da Sociedade Nacional de Belas Artes. O êxito, dessa vez, não teve reticências. O seu trabalho foi distinguido pelo júri da exposição e tanto a Crítica como o Público foram unânimes em ver nele o primeiro retratista da sua Pátria.
Esse triunfo, porém, veio encontrá-lo já marcado pela dor e pelas preocupações da vida. Seu pai havia morrido três anos antes, perto do fim da guerra, e o Pintor, além de casado e com dois filhos, tinha agora a seu cargo a responsabilidade da numerosa família a que pertencia.
No ano seguinte viu-se convidado, por unanimidade, a ingressar no Grupo de Artistas Portugueses – nata de pintores e escultores que se haviam reunido em defesa dos valores característicos da Arte Portuguesa ameaçada pelos adeptos do internacionalismo artístico proposto nos Encontros de Genebra.

### A desilusão
Preto Pacheco aceitou o convite por concordar abertamente com a necessidade de se preservar uma linha de valores artísticos cujos símbolos se chamavam Nuno Gonçalves, Cristóvão Lopes, Vieira Lusitano, Vieira Portuense, Domingos Sequeira, Miguel Lupi, Silva Porto, Marques de Oliveira, Columbano, Machado de Castro, Soares dos Reis, Francisco Franco. Mas, exactamente por isso, o Grupo de Artistas Portugueses tinha inimigos, e poderosos. Eram aqueles a quem incomodava qualquer frente erguida contra os seus desígnios, só possíveis de realizar depois de destruída a cultura tradicional dos povos.
Tal circunstância abria um novo período na vida do Pintor, cujo êxito alcançado por uma obra cheia de dignidade e de nobreza humana exasperava os que, organizados em grupos de força, atribuíam à arte uma missão unicamente revolucionária, que devia ser realizada entre o cartaz de revolta social e a destruição sistemática da Natureza e do Homem na obra dos artistas.
Profundamente sensível a todas as formas de injustiça, Rui Preto Pacheco nada tinha a objectar aos que se revoltavam contra as injustiças sociais, por demais evidentes, para poderem ser negadas por quem quer que fosse. Mas ele era um artista acima de tudo e entendia que a arte não devia servir nenhuma espécie de ódio, sob risco de se negar a si mesma. No fundo, estava até certo de que nada como o amor poderia servir, na arte como na vida, a causa desse tipo de injustiça. De qualquer modo, e fossem quais fossem as razões, não dava a ninguém o direito de ousar interferir no impulso que o levava a pintar como pintava. Só os não-artistas poderiam negar-lhe esse direito ou combatê-lo por não querer abdicar dele.
E os não-artistas combateram-no, de facto, até lhe tornarem a vida intolerável no país onde nasceu!Independente através de todas as dificuldades que lhe foram criadas, Preto Pacheco pôde, não obstante, realizar uma obra notável, antes de se ver constrangido a abandonar solo pátrio.
Os grandes painéis que decoram a Sala de Audiências do Tribunal Judicial de Almada, o Átrio da Escola Técnica Marquês de Pombal e a Igreja de Tires, completam a sua vasta galeria de retratista, na qual avultam, entre figuras eminentes da vida social portuguesa – mulheres elegantes, embaixadores, poetas, escritores, críticos, banqueiros, médicos, jornalistas – os retratos do Chefe de Estado Almirante Américo Thomaz, do Prof. Oliveira Salazar, do Cardeal D. Manuel Gonçalves Cerejeira, de Duarte Nuno de Bragança e Maria Francisca de Orléans e Bragança, do Arcebispo D. Manuel Trindade Salgueiro, dos ministros Prof. Manuel Cavaleiro de Ferreira, Eng. Arantes e Oliveira, Almirante Lopes Alves, Prof. Adriano Moreira, Comandante Peixoto Correia, Prof. Silva Cunha, Dr. Baltazar Rebelo de Sousa, e o Secretário de Estado da Aeronáutica General Kaúlza de Arriaga.
Existem ainda dois quadros de sua autoria, assinados e datados de 1952, que retratam o Dr. Mário Augusto de Miranda Monteiro, Formado em Direito pela Universidade de Coimbra, Deputado da Nação, Presidente da Câmara Municipal de Nisa, 1º Presidente do Conselho Distrital de Lisboa da Ordem dos Advogados, Fundador e 1º Presidente do Conselho de Administração do Banco da Agricultura, e de sua mulher, D. Maria Antónia Diniz Vieira, filha do Dr. António Diniz Vieira, 1º barão do Machial.

### Contacto com os mestres
Em 1953, num intervalo do seu trabalho e da sua luta, visitou a Espanha pela primeira vez e, em Madrid, no Museu do Prado, teve os três encontros mais importantes da sua carreira: Diego Velázquez, Rembrandt e D. Francisco Goya e Lucientes. A cada um entendeu de sua maneira, agradecido a Deus por tê-los conhecido. A galeria dos anões, de Velazquez, tão próxima da sua sensibilidade portuguesa, impressionou-o acima de tudo mais, na obra do Mestre sevilhano. Quase não pôde acreditar na sensibilidade espontânea com que via resolvidas as expressões inolvidáveis, de angústia reprimida e disfarçada, desses pobres seres que o destino fizera nascer grotescos para divertimento dos grandes da corte de Filipe II. Todo o drama desse destino estava plasmado naquelas telas, em cada figura, em cada movimento, em cada olhar de cada quadro.
Rembrandt empolgou-o com a sua luz dourada, tratada em massas de tinta, a palpitar sobre uma figura pensativa, viva por dentro no mistério insondável do seu alheamento. Goya, o surdo genial, foi um berro de cor soltado por um juiz terrível, quase implacável das pessoas e dos acontecimentos do seu tempo. E Preto Pacheco pensou que gostaria de ver um mundo mais perdoado traduzido naquela técnica de taumaturgo da Pintura.Depois destes encontros regressou a Lisboa mais enriquecido, mais acompanhado e mais forte na consciência da sua atitude perante a vida e a arte.
A partir daí, a Espanha, pátria de seus avós, passou a ser apelo permanente ao seu espírito de artista, que não lhe custava a crer tivesse vindo de lá…

### Partida para Angola
Quando, em Fevereiro de 1965, a convite do ministro Peixoto Correia, que acabara de pintar para a galeria oficial do Governo Geral de Angola, Rui Preto Pacheco entrou no Boeing que o levava para uma visita de dois meses àquela grande Província de Portugal em África ele levava consigo o secreto plano de não regressar à Europa durante os anos mais próximos.
Deixava no seu país, juntamente com mais desgostos do que alegrias, uma representação artística que, além de dispersa por muitas colecções particulares, se podia encontrar nos museus Nacional de Arte Contemporânea e do Palácio Ducal de Vila Viçosa, nas galerias oficiais do Patriarcado de Lisboa, da Ordem dos Advogados, do Banco de Portugal, do Palácio de S. Marcos, da Junta do Crédito Público (Ministério das Finanças), do Arquiepiscopado de Évora e da Faculdade de Direito, assim como no Ministério do Ultramar, na Procuradoria Geral da República, no Secretariado de Estado da Aeronáutica e no Instituto de Estudos Ultramarinos, além dos Tribunais Judiciais de Almada e Mogadouro, na Escola Técnica Marquês de Pombal e na Igreja de Tires.
Em Angola esperava-o uma recepção calorosa e dez anos de triunfos continuados, que quase o fizeram esquecer o outro lado do Atlântico, malgrado o muito que queria à sua Pátria.
Entre Luanda e o planalto de Huila, facilmente caçado pelo sortilégio africano, realizou com alegria uma obra única na pintura portuguesa ao fixar na tela, com os seus pincéis de retratista consagrado, pescadores da Ilha de Luanda, viúvas da Tristeza-Marechal Carmona-e Alegria-Craveiro Lopes, Quintandeiras do Mercado de S. Paulo. E, no Sul, Muilas, Cuanhamas, Muxilengues, Mucancalas, Gambués, Handas, Dongoenas, Mucuísses, Quipungos, Kiokos - uma obra completamente diferente realizada noutro planeta do sistema solar!…
No intervalo dessa tarefa-de-mato, que o apaixonava, realizou algumas dezenas de retratos de pessoas que acorriam aos seus ateliers de Sá da Bandeira e de Luanda, para serem pintadas por ele a todo o preço. Uma das suas telas mais famosas foi o retrato do velho Arcebispo de Luanda, D. Moisés Alves de Pinho, oferecido pelo Governo-Geral ao Arquiepiscopado da cidade, no octogésimo terceiro aniversário natalício do notável prelado.
Silvino Silvério Marques, Rebocho Vaz e Santos e Castro, os três homens que governaram sucessivamente Angola desde que Preto Pacheco ali chegou até que as circunstâncias criadas pelo 25 de Abril de lá o expulsaram, quiseram posar para o Pintor, cuja fama trazida de Portugal foi rapidamente confirmada pelas exposições que realizou em Luanda, Nova Lisboa, Sá da Bandeira e Moçâmedes.
Duas vezes foi convidado a deslocar-se a Lisboa a fim de pintar o Ministro do Ultramar, cujo retrato era obrigatório no Governo-Geral de Angola (Prof. Joaquim da Silva Cunha em 1966 e Dr. Baltazar Rebelo de Sousa em 1974 – o ano trágico da Revolução).

### Exposição em Lisboa
Em 1968, o Ministério do Ultramar e o Governo-Geral da Província quiseram patrocinar, conjuntamente, uma grande exposição, em Lisboa, das obras realizadas pelo Pintor no Sul de Angola. A mostra foi inaugurada pelo Presidente da República e visitada por mais de vinte mil pessoas no Secretariado Nacional de Informações e Cultura. Centenas lhe pediram, nessa altura, que não voltasse para África, onde já tinha feito o máximo que podia fazer a bem da arte e da nação. Mas os velhos adversários, agora senhores de todos os pontos-chave da propaganda escrita e falada, de norte a sul do País, fizeram-lhe sentir que não era bem-vindo – que nada se tinha alterado no espírito deles a seu respeito.
Era um terrível engano, que se mostrava sem remédio. E Preto Pacheco regressou com alegria à sua amada Angola, já então berço natal de alguns netos, onde todos lhe pediam que ficasse para sempre. Em Abril de 1974 estava mais uma vez em Lisboa para retratar o Primeiro-Ministro e o Ministro do Ultramar, quando subitamente se verificou o golpe de estado que havia de destruir Portugal e apontar rumos novos à sua carreira e à sua vida.

### África do Sul
Impunha-se-lhe naturalmente a ideia do Brasil. Pela língua e pela cultura. E também por ficar num continente dominado pelos dois sangues que lhe corriam nas veias. Mas, sobretudo, porque a presença de Angola se sentia em muito dos seus recantos, como em nenhum outro lugar da Terra…
Contudo, havia um convite antigo, de Windhoek, e o Artista, que tudo perdera no pesadelo da descolonização, precisava de algum dinheiro para seguir o seu destino. Atravessou, pois, a fronteira, certo de que a Providência não o ia desamparar naquela terra onde entrava pobre, desconhecido e amargurado.
Não desamparou. A qualidade do seu trabalho imediatamente o impôs, onde devia. Mrs. Olga Levinson, presidente da S.W.Art Association e figura de relevo dos meios artísticos e sociais da África do Sul, viu casualmente um retrato que ele acabara de pintar para a exposição que desejava levar a efeito em Windhoek – e a oportunidade surgiu. Mrs. Levinson quis, ela própria, inaugurar a exposição, e, desde logo ofereceu ao Pintor o seu apoio na República, se ele quisesse ficar na África do Sul.
Their Loss has been our gain, afirmou a ilustre senhora, no seu speech inaugural, referindo-se à situação de refugiado de Angola e exilado voluntário do seu País, que trouxera o Artista a Windhoek.
A exposição foi acontecimento na bonita capital do Sudoeste Africano, e Preto Pacheco por lá se manteve meses a pintar alguns retratos, entre os quais avulta o do Administrador B. J. van der Walt, antigo embaixador da África do Sul em Lisboa.
Até que chegou o momento de partir para Cape Town, onde Mrs. Levinson prometera apresentá-lo em meios que pudessem interessar à sua carreira. Foi assim que começou por conhecer e pintar o Hon. Mr. Lourens Muller, Ministro dos Transportes, a quem logo o ligou a maior admiração e simpatia, e por cujo intermédio havia de ser mais tarde chamado a Pretória, a fim de retratar o então Primeiro-Ministro e a Senhora Vorster.
Em Cape Town, a Maatskappy vir Europese Immigrasie tomou conta do seu caso com interesse, e foram-lhe aplanados os caminhos para poder residir permanentemente no País. Ali pintou ainda o Hon. Mr. Alwyn Schlebusch, Speaker do Parlamento e o Hon. Dr. L.A.P.A. Munnik, Administrador da Província do Cabo.
O director da South African Art Gallery, Prof. Charles du Ry, depois de ver as obras do artista a pedido das autoridades da Emigração, escrevia em carta oficial: "It would definitely be a gain for South Africa if this artist should settle here. I wish to recommend strongly that everything possible be done to encourage him to do so."Sete meses depois de ter chegado à República começava, em "Libertas", o retrato do Chefe do Governo, por incumbência do Conselho de Ministros, para comemorar o décimo aniversário de Vorster no Poder. A África do Sul dava-lhe, assim, de maneira pública e clara, o seu crédito e a sua confiança artística. Tinha atingido o ponto mais alto da sua carreira neste País.
Depois disso, dois anos se passaram quase sem história: um retrato inacabado de Mimi Coertse, outro da actriz Anna Neethling-Pohl, hoje no "Afrikaans Literature Museum", de Bloemfontein, e um outro do tenor Gé Korsten. Até que, em Janeiro de 1977, o director do "Pretoria Art Museum", Prof. Albert J. Werth, convidou o Artista a fazer-se representar na exposição "The Art of the Portrait", através da qual aquele importante museu procuraria obter, pela primeira vez na história da África do Sul, uma panorâmica geral da actividade dos principais retratistas aqui nascidos ou emigrados, desde os fins do século XIX até aos nossos dias. Nessa mostra, seleccionada com o mais extremo cuidado, o consenso geral colocou Preto Pacheco entre os primeiros. Pouco depois recebia o encargo de pintar, para a Universidade da África do Sul, o seu ilustre Principal Prof. Theo van Wijk – último quadro que lhe foi solicitado fora da comunidade a que pertence.
Com uma posição já invejável nos meios artísticos e sociais do país, onde havia retratado as mais representativas figuras da vida nacional, realiza em Johannesburg, a sua primeira exposição - que lhe traz a consagração definitiva da crítica, através das colunas de Richard Cheals e John Dewar no "The Citizen" e no "The Star".
[carece de fontes?]

### Brasil
Saudoso da pátria, regressa a Lisboa de onde, alguns meses depois, parte para o Brasil a convite de amigos residentes no Rio de Janeiro.. Não vem para se demorar, mas uma ida a Brasília, antes de regressar à Europa, muda a sorte das coisas. Na capital Federal pinta o retrato da esposa do Conselheiro Carlos Teixeira da Motta, que deseja amavelmente tê-lo como hóspede na sua casa do lago Sul. Esse retrato move à sua volta o interesse das pessoas e traz-lhe encomendas. Pinta a embaixatriz de Portugal, D. Maria Filomena de Carvalho e outras figuras ligadas à diplomacia internacional acreditada no Palácio do Planalto. O retrato do ministro Leitão de Abreu, chefe da Casa Civil do Presidente da República torna público, através de Imprensa, o êxito que está alcançando em Brasília.
Mais tarde vai a São Paulo retratar a esposa do Comendador Valentim dos Santos Diniz, Presidente do Grupo Pão de Açúcar e do Conselho da Comunidade Portuguesa deste Estado. Acaba por ficar no Brasil até 1989, com um sucesso estrondoso que o levou a retratar as mais proeminentes figuras deste país, inclusive do Presidente da República, José Sarney.

## Prémios e distinções
Duas vezes galardoado pela Sociedade Nacional de Belas Artes de Lisboa.
A 9 de Abril de 1981 foi feito Oficial da Ordem Militar de Sant'Iago da Espada.

## Representado em
- Museu Nacional de Arte Contemporânea de Lisboa
- Fundação Calouste Gulbenkian
- Galeria de Retratos dos Cardeais Patriarcas de Lisboa
- Galeria de Retratos dos Bastonários da Ordem dos Advogados de Lisboa
- Galeria de Retratos dos Governadores do Banco de Portugal
- Galeria de Retratos da Família Real Portuguesa
- Galeria de Retratos dos Directores da Faculdade de Direito de Lisboa
- Galeria de Retratos do Arquiepiscopado de Évora
- Gabinete do Procurador Geral da República (Retrato da Rainha D. Maria II)
- Palácio Ducal de Vila Viçosa
- Antigo Ministério do Ultramar. Retrato do Almirante Américo Thomaz, no gabinete do Ministro
- Gabinete do Governador do Banco de Angola em Lisboa
- Galeria de Retratos dos Ministros do Ultramar do Antigo Governo-Geral de Angola
- Painel principal da Sala de Audiências do Palácio de Justiça de Almada
- Sala de Audiências do Tribunal Judicial da Comarca de Morgado
- Painel principal do átrio da Escola Industrial Marquês de Pombal
- Colecção Von Opel – Alemanha
- Galeria de Retratos dos Presidentes da República da África do Sul
- Galeria de Retratos dos Governadores de Cape Province
- Galeria de Retratos dos Reitores da Universidade da África do Sul em Pretória
- Galeria de Retratos dos Presidentes da Companhia Internacional de Seguros "Old Mutual" em Cape Town
- Palácio da Alvorada em Brasília Retrato do Presidente da República do Brasil Dr. José Sarney
- Galerias e colecções particulares em Portugal (nomeadamente do Dr. Mário Augusto de Miranda Monteiro e sua mulher D. Maria Antónia Diniz Vieira - 1953), Espanha, Itália, Alemanha, França, Inglaterra, Áustria, Estados Unidos, África do Sul, Brasil, Líbano e Filipinas